# 程愫
程愫（1976年7月27日-），中国大陆女演员，前中国人民解放军南京军区政治部前线文工团话剧队成员，文职干部。於2016年11月轉業。

## 戏剧演出
- 话剧《马蹄声碎》，第十二届文华奖表演奖，第六届中国话剧金狮奖
- 话剧《虎踞钟山》
- 广播剧《白衣圣人》

## 影视作品

### 電視劇
- DA师
- 狼烟(DA师2)
- 虎踞钟山
- 湖上人家
- 血色誓言
- 追日
- 大宋提刑官
- 敌后便衣队传奇
- 中年计划
- 美丽的中国结
- 狙击生死线
- 老三届
- 霓虹灯下的哨兵
- 我是业主
- 井冈山
- 与狼共舞
- 与狼共舞2
- 特种兵之利刃出鞘
- 特种兵之火凤凰(我是特種兵3)
- 特种兵之霹靂火(我是特種兵4)
- 当妈不容易
- 2015年，铁核桃
- 2015年，孤雁
- 2015年，历史的使命
- 2015年，云水怒
- 2016年，特种兵之霹雳火(我是特種兵4)
- 2016年，我的辣妹保镖(網絡劇)
- 2016年，我的压寨男人(客串)
- 2017年《热血军旗》 (客串)
- 2019年《启航》飾 庄琳
- 2020年《蓝军出击》飾 谢冰
- 2020年《大江大河2》飾 隋春凤
- 2024年《黑白诀》(網絡劇)飾 琴琴媽(客串)
- 2025年《女巡特警之蜂鸟突击队》飾 叶蓁

### 電影
- 2017年《党员登记表》
- 2021年《瑞喜爱小白》飾 何瑞喜
- 2024年《青年邓颖超》